# Luigi Ercolani

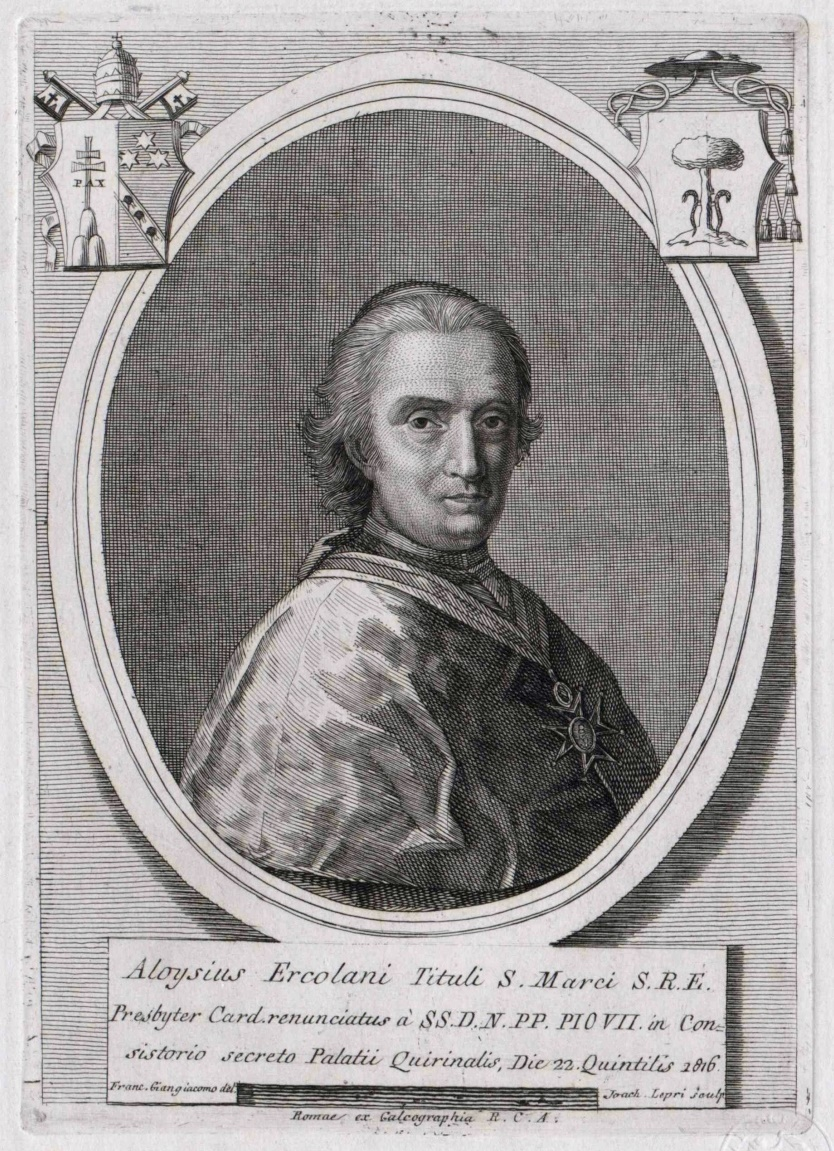
kardinaal Luigi Ercolani

Luigi Ercolani (Foligno, 17 oktober 1758 – Rome, 10 december 1825) was een Curiekardinaal, die zich bezig hield met de financiën voor, tijdens en na de Franse bezetting van de Kerkelijke Staat (1797-1814). Zijn kardinaalshoed kreeg hij in 1816.

## Levensloop
Ercolani werd geboren in Foligno, in Perugia, in de Kerkelijke Staat, als zoon van Ascanio Ercolani, markies van Fornovo e Rocca Lanzona, patriciër van de steden Senigallia en Ancona. Zijn moeder was Lucrezia Cirocchi Girolami, afkomstig van Foligno. Hij groeide op in Senigallia, waar de familie van vaders kant vastgoed had. Twaalf jaar oud trok hij naar het College Nazareno in Rome (1770-1776). Zijn oudere broer Giuseppe was er reeds en zijn jongere broer Lorenzo volgde later. In 1776 riep zijn moeder, ondertussen weduwe, Ercolani naar huis. Zijn oudere broer was gestorven (1776) en Ercolani moest het familievermogen meebeheren. In 1782 keerde hij terug naar Rome; hij werd student aan de Pauselijke Academie voor Adellijke Geestelijken, thans Pauselijke Ecclesiastische Academie. In 1783 stierf zijn jongere broer. De druk vanuit zijn familie om terug te keren naar Senigallia en te huwen was groot. Doch Ercolani weigerde dit alles. Hij werd nooit tot priester gewijd, of er bestaan geen bronnen over. Volgens Vaticaanse bronnen studeerde Ercolani af aan de pauselijke academie in 1776, wat dus veel vroeger is dan in zijn biografie.
In 1796 trad Ercolani in dienst van de Romeinse Curie. Hij werkte op het militair hoofdkwartier van het Pauselijk leger. Zijn taak bestond erin de legeraankopen te financieren. Deze aankopen waren aanzienlijk omwille van de dreigende oorlog tegen het Frankrijk van Napoleon. In de Italiaanse Veldtocht (1796-1797) veroverden de Fransen de Kerkelijke Staat. Ercolani kreeg het ambt van wethouder van financiën in Rome (1799). In dit ambt hielp hij mee de voormalige Kerkelijke Staat te hervormen volgens Franse bevelen. Tot 1814, de val van Napoleon, leefde Ercolani een teruggetrokken leven; hij leefde grotendeels in een villa van zijn familie in Perugia.
In 1814 bevond Ercolani zich in Rome bij de terugkeer uit ballingschap van paus Pius VII. Hij was lid van de tijdelijke regering toen Pius VII de vlucht nam tijdens de Honderd Dagen van Napoleon. Met het Congres van Wenen (1814-1815) werd de Pauselijke Staat hersteld. Pius VII benoemde Ercolani tot zijn huisprelaat en schonk hem de kardinaalshoed. Ercolani werd kardinaal-diaken van de Basiliek van San Marco in Rome (1816). In 1817 werd hij bevorderd tot kardinaal-priester van San Marco, doch bronnen over zijn priesterwijding zijn er niet.
De financiële problemen in de heropgerichte Kerkelijke Staat waren omvangrijk. Kardinaal Ercolani wierp zich in de discussies over kloostergebouwen die waren aangeslagen tijdens de Franse tijd. Pius VII herstelde kloosterorden, wat problemen stelde qua huisvesting in de Pauselijke Staat. Voor de Orde der Karmelieten was Ercolani hun beschermheer (1817). Kardinaal Ercolani werd titulair abt (1817) van de benedictijnen van Farfa in Fara in Sabina en van San Salvatore Maggiore in Concerviano, beide in Latium gelegen. 
Op de Curie had hij nog andere functies. Hij beheerde de financiën van enkele departementen. Hij geraakte nadien verlamd en stierf in Rome in 1825. De graftombe staat in zijn titelkerk, de San Marco.
- Gemeinsame Normdatei: 116529849
- Virtual International Authority File: 5685232